# Myzomèle vermillon
Myzomela cruentata
Espèce
Statut de conservation UICN

 LC  : Préoccupation mineure
Le Myzomèle vermillon (Myzomela cruentata) est une espèce de passereaux de la famille des Meliphagidae.

## Répartition
On le trouve en Nouvelle-Bretagne et à travers le centre/nord de la Nouvelle-Guinée.

## Habitat
Il habite les forêts humides tropicales et subtropicales en plaine et les montagnes humides tropicales et subtropicales

## Sous-espèces
D'après Alan P. Peterson, 6 sous-espèces ont été décrites :
- Myzomela cruentata cantans Mayr 1955
- Myzomela cruentata coccinea Ramsay,EP 1877
- Myzomela cruentata cruentata Meyer,AB 1874
- Myzomela cruentata erythrina Ramsay,EP 1877
- Myzomela cruentata lavongai Salomonsen 1966
- Myzomela cruentata vinacea Salomonsen 1966